# Hohe Tannen weisen die Sterne
Hohe Tannen weisen die Sterne – das Rübezahllied – ist ein schlesisches Volkslied, das der Bund deutscher Ringpfadfinder 1923 erstmals veröffentlichte.

## Herkunft und Geschichte
Die Melodie geht auf die des fränkischen Liedes „Wahre Freundschaft soll nicht wanken“ aus dem 18. Jahrhundert zurück, das Hoffmann von Fallersleben und Ernst Richter 1842 in ihrer Sammlung Schlesische Volkslieder mit Melodien veröffentlichten. Der Komponist ist unbekannt.
Der Text zu „Hohe Tannen weisen die Sterne“ wurde 1923 anonym in der Zeitschrift Jugendland der deutschen Ringpfadfinder veröffentlicht. Wenige Jahre nach der Veröffentlichung wurde die letzte Zeile der Schlussstrophe „unser Waffengang des Lebens geweiht“ wohl wegen ihres martialischen Inhalts in „sei der Gang unseres Lebens geweiht“ geändert. Über die Jahre wurden immer neue Strophen zu dem Lied veröffentlicht. Der Text von 1923 könnte die Volksabstimmung in Oberschlesien und die Abtretung Ostoberschlesiens an Polen zum Hintergrund haben, doch ist die politische Botschaft nicht eindeutig. Die Erwähnung der Iser weist eher nach Böhmen. In der NS-Zeit bekam die Zeile „Volk und Heimat sind nimmermehr frei“ einen subversiven Klang. Zusätzlich veränderten regimekritische Jugendliche einzelne Textteile ironisch; so wurde aus „schlage Hader und Zwietracht entzwei“ das fast gleich klingende „schlage Baldur von Schirach entzwei“.

## Text
| Erstdruck 1923 | Mundorgel 1984 |
| --- | --- |
| Hohe Tannen weisen die Sterne An der Iser in schäumender Flut. Liegt die Heimat auch in weiter Ferne, Doch du, Rübezahl, hütest sie gut. Hast dich uns auch zu eigen gegeben, Der die Sagen und Märchen erspinnt, Und im tiefsten Waldesfrieden, Die Gestalt eines Riesen annimmt. Komm zu uns an das lodernde Feuer, An die Berge bei stürmischer Nacht. Schütz die Zelte, die Heimat, die teure, Komm und halte bei uns treu die Wacht. Höre, Rübezahl, lass dir sagen: Volk und Heimat sind nimmermehr frei. Schwing die Keule wie in alten Tagen, Schlage Hader und Zwietracht entzwei. Weiße Blume im Lichte da droben Träume weiter vom wilden Streit Denn Dir Blume ist im Ring da droben Unser Waffengang des Lebens geweiht. | Hohe Tannen weisen die Sterne an der Iser wildspringender Flut; liegt das Lager auch in weiter Ferne, doch du, Rübezahl, hütest es gut. Hast dich uns zu eigen gegeben, der die Sagen und Märchen erspinnt und im tiefsten Waldesleben als ein Riese Gestalt annimmt. Komm zu uns ans lodernde Feuer, in die Berge bei stürmischer Nacht! Schirm die Zelte, die Heimat, die teure, komm und halte mit uns treue Wacht! Höre, Rübezahl, was wir dir sagen: Volk und Heimat, die sind nicht mehr frei! Schwing die Keule wie in alten Tagen, schlage Hader und Zwietracht entzwei! |

## Melodie

### Verwendung durch „Navajos“ und andere Jugendgruppen
Während der Zeit des Nationalsozialismus wurde die vierte Strophe von Jugendgruppen wie den „Navajos“ in Köln und Kalk mit einem anderen Text gesungen:
Hohe Tannen weisen uns die Sterne

über der Isar springender Flut,

liegt ein Lager der Edelweißpiraten,

doch Du Eisbär schützt es gut.

Rübezahl, hör was wir dir sagen,

die bündische Jugend ist nicht mehr frei.

Schwingt den Spaten der Edelweißpiraten,

schlagt die Bündische Jugend wieder frei.
Die letzte Strophe war auch mit dem abgeänderten Refrain „schlagt die Hitler-Jugend entzwei“ geläufig.

### Verwendung in neonazistischen Kreisen
Die 1994 verbotene neonazistische Wiking-Jugend fügte dem Lied in ihrem Liederbuch eine weitere Strophe hinzu:
Odalrune auf blutrotem Tuche,

Weh voran uns zum härtesten Streit.

Odalrune, dir Zeichen aller Freien,

Sei der Kampf unseres Lebens geweiht.